# Earl Slick

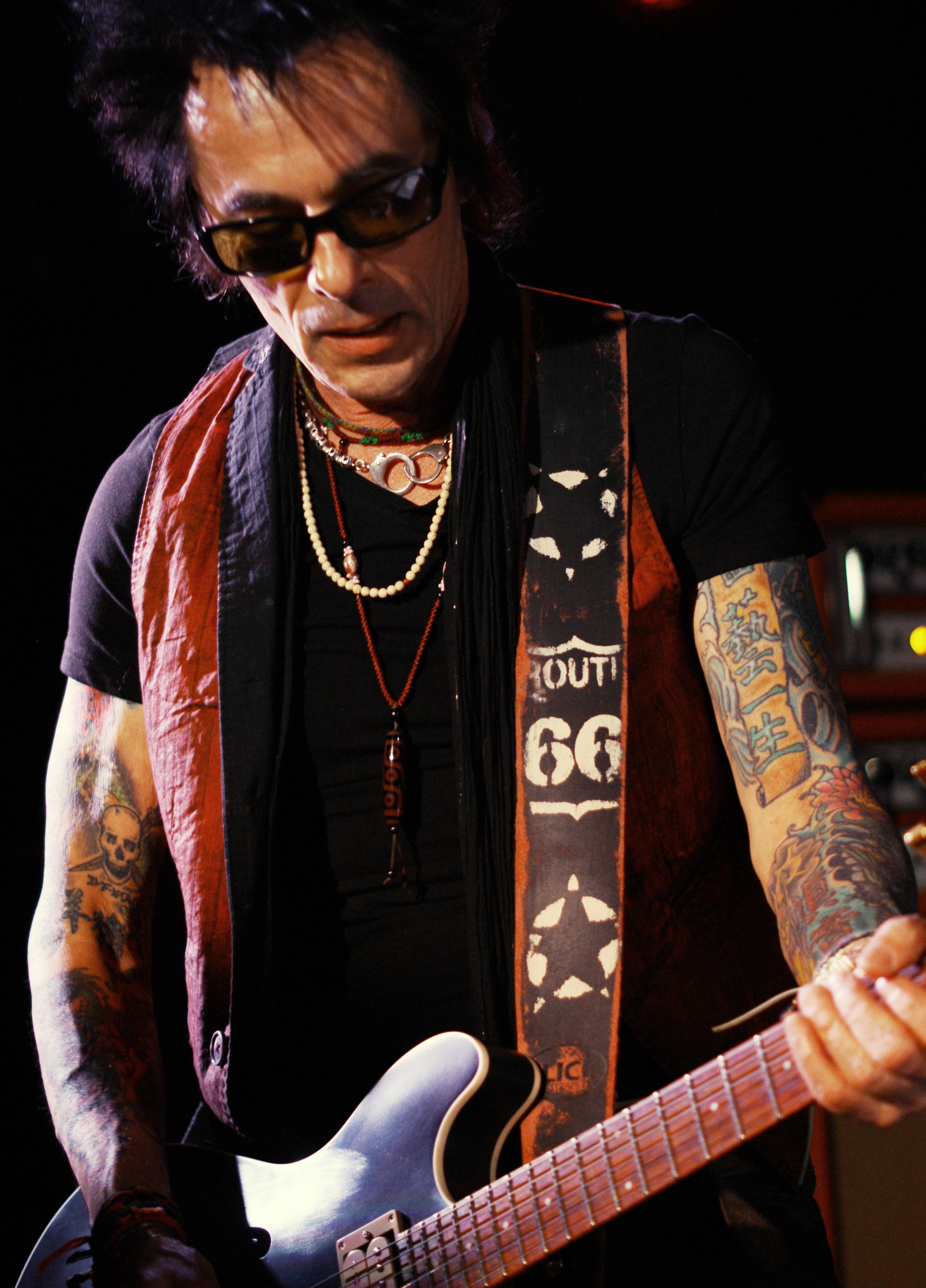
Earl Slick bei einem Auftritt der New York Dolls am 29. März 2011 in Manchester

Earl Slick (* 1. Oktober 1952 in Brooklyn, New York City; bürgerlich Frank Madeloni) ist ein US-amerikanischer Rock-Gitarrist und Komponist, der insbesondere für seine Zusammenarbeit mit David Bowie, John Lennon, Yoko Ono, Robert Smith und Ian Hunter berühmt wurde. Darüber hinaus veröffentlichte er mehrere Soloalben.

## Leben
Slick stammt aus einer italo-amerikanischen Arbeiterfamilie mit Wurzeln in Bari, wuchs in Red Hook und Staten Island auf und begann im Alter von 12 Jahren, Gitarre zu spielen, ohne jedoch jemals ernsthaft Unterricht zu nehmen. Slick war inspiriert von den Beatles und den Rolling Stones. Dass sein Vater weder die einen noch die anderen mochte, war ihm nur weiterer Ansporn, und so brachte er sich das Gitarrespielen letztendlich selbst bei. Er wurde zunächst Mitglied in diversen Schülerbands, bei denen er auf Schulveranstaltungen und privaten Partys spielte. Gegen Ende seiner High-School-Zeit, noch minderjährig, begann Slick, auch in Bars und Kneipen zu spielen, wo ihn sein Freund Henry M. „Hank“ DeVito, ein bekannter Pedal-Steel-Gitarrist, Michael Kamen vorstellte, der ihn unter seine Fittiche nahm und ihm Vorspieltermine verschaffte. Anfang der 1970er Jahre fing Slick an, sich in der Musikszene von New York einen Namen zu machen.
1974 vermittelte ihn Michael Kamen an David Bowie, dessen Bandleader Kamen damals war. Bowie benötigte einen Nachfolger für Mick Ronson und Slick bekam nun dessen Posten als Leadgitarrist für die Diamond-Dogs-Tournee. Während der Tournee wurde Bowies Live-Album David Live in Philadelphia aufgenommen. In der Folge wirkte Slick an Bowies nächsten Studioalben mit, Young Americans (1975) und Station to Station (1976). Allerdings begleitete er Bowie dann nicht mehr auf dessen Station-to-Station-Tournee aufgrund von Intrigen zwischen Bowies und Slicks eigenem Management.
Stattdessen brachte Slick 1976 mit seiner eigenen Earl Slick Band die Alben Razor Sharp und Earl Slick Band heraus. Parallel hierzu wirkte er an Leo Sayers Album Endless Flight (1976) mit. Außerdem arbeitete Slick mit Ian Hunter, dem ehemaligen Frontmann der britischen Rockband Mott the Hoople, für dessen drittes Soloalbum Overnight Angels (1977) zusammen, dem er einen neuen, härteren Gitarrensound verpasste und für das er auch als Songschreiber wirkte. 1981 war er Mitglied der Band Silver Condor, mit der er das gleichnamige Debütalbum herausbrachte. Später tourte Slick zusammen mit dem schottischen Sänger Jim Diamond als Duo Slick Diamond und wirkte 1985 auch auf dessen Debütalbum Double Crossed mit.
Mit John Lennon, der Slick durch David Bowie und die gemeinsame Studioarbeit am Song Fame kannte, sowie Yoko Ono nahm Slick Double Fantasy auf, das 1980 als Lennons letztes Studioalbum zu Lebzeiten herauskam. Ebenso wirkte er an der Fortsetzung Milk and Honey mit, die von Yoko Ono jedoch erst 1984 nach Lennons Tod herausgebracht wurde. Außerdem spielte er mit Yoko Ono ihr Soloalbum Season of Glass (1981) ein.
1983 holte David Bowie ihn quasi über Nacht zurück in seine Band für die Serious-Moonlight-Tournee, um Stevie Ray Vaughan ersetzen zu können, der kurz vor Tourneestart abgesagt hatte nach einem erfolglosen Machtkampf seines Managements mit dem von Bowie über eine Neuverhandlung seines Vertrags. Earl Slick blieben damals gerade einmal zwei Tage, um sich das komplette Konzertprogramm der Tournee anzueignen.
Nach der Tournee beteiligte sich Slick am Album Box of Frogs (1984) der gleichnamigen britischen Rockband sowie an der EP Distortion (1984) der kalifornischen Band Game Theory (dort unter dem Pseudonym Ernie Smith). Außerdem arbeitete er mit dem britischen Rocksänger John Waite und gründete im September 1984 mit dem Schlagzeuger Slim Jim Phantom und dem Bassisten Lee Rocker, die bereits bei den Stray Cats zusammengespielt hatten, seine neue Band Phantom, Rocker & Slick. Die Band veröffentlichte zwei Alben, Phantom, Rocker & Slick (1985) und Cover Girl (1986). Für das erste dieser Alben hatte Slick den von ihm hoch geschätzten („The inspiration for me to stay a guitar player has been Keith Richards, my entire career.“) Rolling Stones-Gitarristen Keith Richards für eine Zusammenarbeit gewinnen können, was Slick als eine seiner prägendsten Erfahrungen bezeichnete. Zwischen den beiden „Phantom, Rocker & Slick“-Alben wirkte Slick außerdem zusammen mit Carl Perkins, Eric Clapton, den früheren Beatles-Mitgliedern George Harrison und Ringo Starr und diversen weiteren Pop- und Rock-Größen am Londoner Konzertauftritt „Blue Suede Shoes: A Rockabilly Session“ mit, der am 21. Oktober 1985 live vom britischen Fernsehsender Channel 4 aufgezeichnet und am nachfolgenden Neujahrstag ausgestrahlt wurde. 1987 folgte ein Album mit dem französischen Chansonnier Jacques Dutronc – C.Q.F.D…utronc.
1990 arbeitete Slick mit David Glen Eisley und dessen Band Dirty White Boy für ihr Album Bad Reputation zusammen. In den folgenden beiden Jahren war er Gitarrist der kalifornischen Hard-Rock-Band Little Caesar. Außerdem war er an Michael Kamens Filmmusiken für Hudson Hawk – Der Meisterdieb sowie Valkenvania – Die wunderbare Welt des Wahnsinns beteiligt, die beide 1991 erschienen. Parallel hierzu veröffentlichte Slick ein weiteres Soloalbum, In your face (1991).
Nach einer Auszeit Anfang der 90er Jahre erschien 1998 Slicks Soloalbum Lost and Found bei seiner inzwischen gegründeten, eigenen Plattenfirma Slick Music, Inc. Der Titel des Albums beruht darauf, dass es zwar bereits 1975 eingespielt worden war, die Masterbänder jedoch beim Produzenten Jack O’Neill verlorengegangen waren und erst mehr als zwanzig Jahre später von ihm wiedergefunden wurden.
Als Nächstes spielte Slick mit David Coverdale (Deep Purple) dessen neues Album Into the Light ein, das im Jahr 2000 erschien. Anschließend war Slick erneut für David Bowie tätig, der einen Nachfolger für seinen Gitarristen Reeves Gabrels brauchte. Slick spielte mit Bowie die beiden Alben Heathen (2002) und Reality (2003) ein, ging mit ihm auf dessen A-Reality-Tour und war somit beteiligt an der DVD und der Doppel-CD, die während der Tournee live mitgeschnitten wurden.
2003 erschien Slicks Soloalbum Zig Zag, auf dem u. a. David Bowie, Robert Smith (The Cure), Joe Elliott (Def Leppard), Roy Langdon (Spacehog), die ebenfalls mit Bowie verbundenen Musiker Mark Plati (Engineering) und Sterling Campbell (Schlagzeug), aber auch Slicks Sohn Lee John Madeloni (Schlagzeug) mitwirkten.
2006 gründete Slick mit dem Singer-Songwriter Jeff Saphin die Band The Eons und wurde auch Mitglied der Punk-Rock-Band Slinky Vagabonds. Slinky Vagabonds hatte seinen Namen einer Textzeile von David Bowies Young Americans entnommen („Scanning life through the picture window, she finds a slinky vagabond“) und bestand neben Slick aus dem Sex-Pistols-Bassisten Glen Matlock, dem langjährigen Blondie-Schlagzeuger Clem Burke und dem Musiker und Modedesigner Keanan Duffy als Sänger.
2010 wirkte Slick zusammen mit seinen Kollegen aus David Bowies Band, Gail Ann Dorsey (Bass) und Sterling Campbell (Schlagzeug), am Album Anik Jean der gleichnamigen kanadischen Rocksängerin mit. 2011 schloss sich Slick den New York Dolls als Leadgitarrist für ihre Großbritannien-Tournee an.
2013 wirkte Earl Slick bei David Bowies vorletztem Studioalbum,The Next Day, mit.
Im Mai 2015 wurde Slick Gitarrist der britischen Rockband The Yardbirds als Nachfolger von Anthony „Top“ Topham, verließ die Band aber bereits nach wenigen Monaten wieder. Im selben Jahr wirkte Slick an Jerry Gaskills (King’s X) Soloalbum Love & Scars mit und widmete sich anschließend der Zusammenarbeit mit dem langjährigen Rolling-Stones-Background-Sänger Bernard Fowler, mit dem er ab 2016 diverse Male auf Tournee ging, um das Bowie-Album Station to Station in voller Länge auf die Bühne zu bringen, wogegen Bowie auch nichts einzuwenden hatte.
Im Februar 2016 wirkte Slick mit an einem Konzert im Rahmen der BRIT Awards, in dem des kurz zuvor verstorbenen David Bowie gedacht wurde. Am 8. Januar 2017 trat Slick mit diversen anderen Bandmitgliedern von David Bowie bei einem ausverkauften Gedächtniskonzert in der Brixton Academy in Bowies Geburtsort Brixton anlässlich des 70. Geburtstags von David Bowie auf.
Aus diesem Konzert entwickelte sich später ein dauerhaftes Arrangement, das unter der Leitung von Bowies langjährigem Pianisten Mike Garson inzwischen unter dem Titel „A Bowie Celebration“ weltweit auf Tournee geht und mit Hilfe einer Gruppe von festen sowie jeweiligen Gastsängern Bowies Werk weiter durch seine langjährigen Instrumentalmusiker live auf die Bühne bringt. Slick verabschiedete sich allerdings nach der Tournee des Jahrs 2019 aus diesem Projekt, da er für sich keinen Sinn darin sah, diese Tourneen auch noch mehr als drei Jahre nach Bowies Tod in dieser Form fortzuführen, und sich nun wieder eigenen Projekten zuwenden wollte.
Im Juli 2017 zeigte die BBC den von Earl Slick moderierten Dokumentarfilm Rock'n Roll Guns for Hire: The Story of the Sideman, in dem die Aufgaben und das „Berufsbild“ des Bandmusikers als fester Begleiter eines Weltstars dargestellt werden, mit exemplarischen Beiträgen über Bernard Fowler (The Rolling Stones), Wendy Melvoin & Lisa Coleman (Prince), Crystal Taliefero (Billy Joel), Steve Cropper (Otis Redding) und natürlich Earl Slick selbst, den das Online-Magazin uDiscoverMusic zu den zehn besten Bandmusikern in der Rockmusik zählt. Slick gibt daneben regelmäßig Kurse an Musikschulen für Nachwuchsgitarristen.
Im August 2018 erschien Glen Matlocks neues Album Good to Go, auf dem Earl Slick auch zusammen mit seinem früheren Bandkollegen Slim Jim Phantom zu hören ist. Mit Glen Matlock, dem Bassisten Jim Lowe und dem Schlagzeuger Chris Musto geht Slick seitdem auch immer wieder auf Tournee.
Im Juli 2021 veröffentlichte Slick ein neues Solo-Doppelalbum mit dem Titel Fist Full of Devils, ein rein instrumentales Album, das Slicks Blues- und Rock-’n’-Roll-Wurzeln nicht verhehlt und für das er sich als Mitstreiter seinen Sohn Lee John am Schlagzeug, den E-Bassisten Freddy Villano (The Rods) sowie den Pianisten Al Marz gesucht hat. Außerdem haben Reeves Gabrels (Ambient-Gitarre), ebenfalls ein früherer Gitarrist von David Bowie, sowie Michael Houghton (Mundharmonika) und Michael Polito (Kontrabass) Gastauftritte.
Slick war ab 1978 verheiratet mit Jean Millington, der Bassistin der Frauen-Rockband Fanny, die er durch David Bowie kennen gelernt hatte. Mit ihr hat er eine Tochter (* 1979), die als Fotografin arbeitet, sowie Sohn Lee John Madeloni (* 1985, Schlagzeuger, u. a. in der Band SayReal), der auch häufig zusammen mit seinem Vater auftritt. Slick lebt in Pine Bush, nördlich von New York City.

## Stil
Earl Slick ist ein vom Blues geprägter Gitarrist, der bevorzugt Bluesrock und Hard Rock spielt. Gelegentlich tritt er auch mit akustischer Gitarre auf, bevorzugt aber die elektrischen Modelle. Er spielt auch Slide-Gitarre, z. B. auf den Alben Razor Sharp, Overnight Angels, Bad Reputation oder als Gast auf dem gleichnamigen Debüt-Album der kalifornischen Rockband Junkyard.
Slick hat sich einen Ruf erworben als einer der vielseitigsten Gitarristen seines Genres, als Vollblutmusiker mit kraftvoller Spielweise, großer musikalischer Intuition und der Fähigkeit, die technischen Möglichkeiten seiner Instrumente perfekt zu nutzen, um die Zuhörer emotional mitzureißen und den musikalischen Ideen seiner jeweiligen Frontleute seine ganz eigene Handschrift mitzugeben.
David Sinclair schreibt in Classic Rock: „Slick erwies sich als Leadgitarrist von souveränem Auftritt und dem Geist eines Freibeuters… Slick haute Klänge und Solos heraus, die ihn als Weltklasse-Künstler kennzeichnen… Slicks Spielweise kombiniert altbewährte Bezüge zur Leadgitarre mit einem unverfälschten Sinn für erweiterte Grenzen von Klangexperimenten…“ Heinz Rebellius ergänzt in Gitarre & Bass: „Schon einige Male musste Earl Slick Gitarristen ersetzen, die in ihren jeweiligen Bands große Ausrufezeichen gesetzt hatten. Und es zeichnet diesen Earl Slick aus, dass er stets in der Lage war, in den großen Schuhen seiner Vorgänger nicht nur zu bestehen, sondern seinerseits wiederum markante Stempel zu hinterlassen… Earl Slick ist ein Rock-Gitarrist, wie er im Buche steht! Ein fetter Sound, eine tief hängende Gitarre und eine wirre Frisur samt Sonnenbrille können nicht lügen. Sein kraftvolles Gitarrenspiel dokumentiert vielleicht am besten der Song Stay von David Bowie, zu dessen Band er im Laufe seiner Karriere immer wieder zurückgekehrt ist. Stay ist ein Bowie-Klassiker, und das liegt ausnahmsweise mal nicht am Sänger, sondern am Gitarristen!“
Joe Bosso schreibt in MusicRadar über das „kühn-erfindungsreiche Gitarrenspiel von Earl Slick“, der „eimerweise feurige Farben quer durch The Next Day“ verteile und „ein handfestes Krachen und mitreißende Strukturen beisteuere zu einem Album, das mit Sicherheit eines der stärksten des Jahres 2013“ sei.

## Ausrüstung

### Gitarren
Earl Slick verfügt über eine umfangreiche Sammlung von akustischen und elektrischen Gitarren, die von Westerngitarren und Gypsy-Jazz-Gitarren über semi-akustische bis zu den massiven elektrischen Modellen reicht. Obgleich mit Rechtshänder-Gitarren auftretend, ist Slick auch in der Lage, auf Linkshänder-Modellen zu spielen.
1970 erstand Slick als eine seiner allerersten Gitarren eine akustische Gibson J-45, Baureihe 1968, die er später auch u. a. auf David Bowies Alben Young Americans und Station to Station, sowie auf den Lennon-Alben Double Fantasy und Milk and Honey verwendete.
Die Tourneen mit David Bowie begann Earl Slick jedoch 1974 mit einer 1965er Gibson SG Junior.
Seit 2010 ist Slick Werbebotschafter für den deutschen Gitarrenhersteller Framus. Zunächst spielte er aus deren Produktion eine semi-akustische Framus Mayfield-Gitarre (die u. a. als Rhythmusgitarre auf Bowies Album The Next Day Verwendung fand). 2011 brachten Slick und Framus dann die elektrische Earl Slick Signature-Gitarre heraus.
2012 schenkte ihm Gibson eine akustische J-200M Trophy75th Anniversary-Gitarre, die Slick ebenfalls u. a. auf Bowies Album The Next Day verwendete.
Außerdem besitzt Earl Slick eine der Supro Dual Tone David Bowie Signature-Gitarren, die in limitierter Auflage mit nur 300 Stück produziert wurde.
Insgesamt bevorzugt Slick solide, schlichte Gitarren klassischer Bauart mit eher hellem Klang und ohne „Schnickschnack“.

### Saiten
Bei Gitarrensaiten vertraut Slick auf das Material von d’Addario, sowohl bei seinen elektrischen als auch bei den akustischen Gitarren.

### Verstärker
Slick verwendete u. a. Orange AD30 Topteile, und davon gerne auch vier auf einmal, wobei jeder Gitarrenverstärker seine eigene Box hat (zwei an 4x12 Orange-Boxen mit Celestion Vintage 30-Lautsprechern mit Keramik-Magneten und die zwei anderen an darüber gestapelten Orange 2x12-Boxen mit Celestion Gold-Lautsprechern mit Alnico-Magneten). Außerdem nutzt Slick einen Ampeg VT-22 100-Watt 2x12" Guitar Combo-Verstärker, allerdings nicht auf Tourneen. Aktuell verwendet Earl Slick den speziell für ihn entwickelten Sommatone-Verstärker Slick 18, Ruby-Riot-Verstärker von Framus sowie Verstärker der Firma Supro.

### Pedale
Earl Slick begann bei David Bowie mit einem MXR Phase 90 Pedal, das er zusammen mit seiner Gibson SG Junior und einem 100-Watt Marshall-Half-Stack-Verstärker nutzte.
2018 brachte DareDevil Pedals aus Chicago das DAISHO Earl Slick Signature Octave Fuzz-Pedal heraus.

### Gurte
Nach seiner Rückkehr von der A-Reality-Tournee mit David Bowie fielen Earl Slick 2004 ein paar schlichte, noch unbenutzte Gitarrengurte aus Leder in die Hände, die er dann zu Hause bemalte und zunächst selbst verwendete. Als Kollegen ihn darauf ansprachen und ihn baten, ihnen auch welche zu gestalten, und außerdem auch ein erster Verkaufsversuch im Internet vielversprechend verlief, gingen die Slick Straps bald in Serienproduktion.